# Audrey Galy
Pour les articles homonymes, voir Galy.
Audrey Galy, née le 30 mai 1984, est une rameuse d'aviron française.

## Palmarès

### Championnats du monde
- 2004 à Banyoles
  -  Médaille d'or en quatre sans barreur